# Lèmur mostela de l'AEECL
El lèmur mostela de l'AEECL (Lepilemur aeeclis) és un lèmur mostela endèmic de Madagascar. Mesura aproximadament 52-59 cm, dels quals 24-26 cm pertanyen a la cua. Viu en boscos caducifolis secs de l'oest de l'illa. El nom de l'espècie és en honor de l'Associació Europea per a l'Estudi i la Conservació dels Lèmurs (AEECL), com a agraïment pels seus dotze anys de suport a l'equip que la descobrí.